# العلاقات الأوكرانية السعودية
العلاقات السعودية الأوكرانية هي العلاقات الثنائية بين المملكة العربية السعودية وأوكرانيا. فقد اعترفت المملكة العربية السعودية باستقلال أوكرانيا في عام 1992م. وأنشئت العلاقات الدبلوماسية بين البلدين في أبريل 1993م. حيث أن هناك تمثيل دبلوماسي للمملكة في أوكرانيا من خلال سفارتها في العاصمة الأوكرانية كييف ويمثل جمهورية أوكرانيا سفارتها في الرياض والقنصلية الفخرية في جدة.
كما شهدت العلاقات الاقتصادية والسياسية بين البلدين تعاون في مختلف المجالات حيث أنه في عام 2016م وقعت المملكة ة وأوكرانيا 7 اتفاقيات بما فيها اتفاقية إعفاء الازدواج الضريبي، واتفاقية حماية الاستثمارات، والاتفاقية الإطارية الاقتصادية والتجارية للتعاون التجاري والاقتصادي والعلمي والفني.
وفي يناير 2003م قام الرئيس الأوكراني ليونيد كوتشما بزيارة رسمية إلى المملكة العربية السعودية، بينما  في عام 2015م شارك الرئيس بترو بوروشينكو في مراسم تشييع جنازة الملك عبد الله بن عبد العزيز آل سعود.
وفي 27 فبراير 2024، وصل الرئيس الأوكراني فلاديمير زيلينسكي، إلى العاصمة السعودية الرياض، في زيارة التقى خلالها ولي العهد السعودي الأمير محمد بن سلمان حيث تناولت أوجه العلاقات السعودية الأوكرانية، وناقشت آخر المستجدات وتطورات الأزمة "الأوكرانية - الروسية". وأكد ولي العهد السعودي، حرص المملكة ودعمها لحل الأزمة الأوكرانية كما شدد على مواصلة الجهود للإسهام بتخفيف الآثار الإنسانية للأزمة الأوكرانية.

## مقارنة بين البلدين

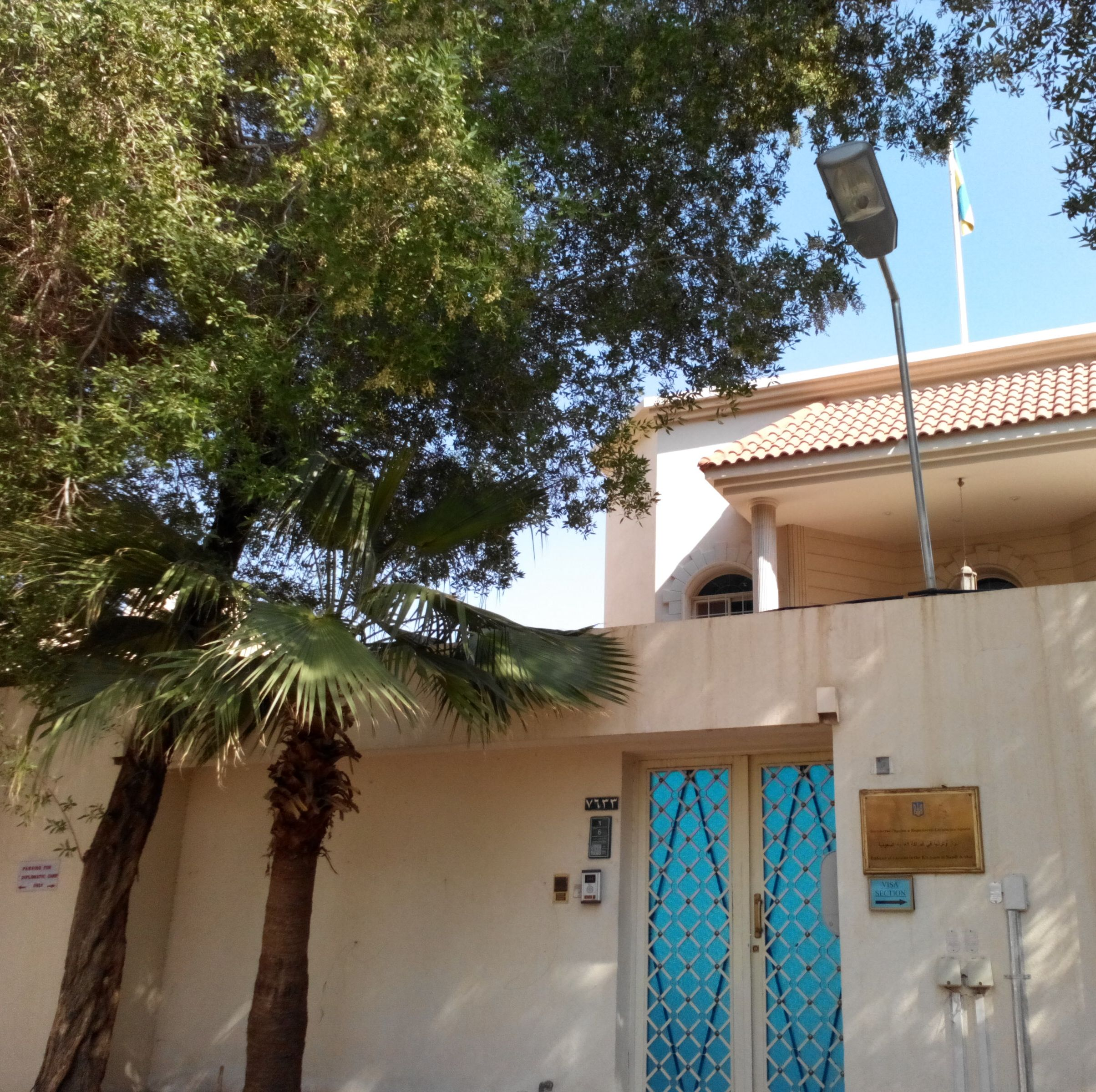
السفارة الأوكرانية في الرياض

مقارنة عامة بين البلدين:
| وجه المقارنة                                              | السعودية                                  | أوكرانيا                                  |
| --------------------------------------------------------- | ----------------------------------------- | ----------------------------------------- |
| المساحة (كم2)                                             | 2,149,690 كم² (12)                        | 603,550 كم² (45)                          |
| عدد السكان (نسمة)                                         | 33,413,660 نسمة                           | 42,418,235[4] نسمة (32)                   |
| الكثافة السكانية (ن./كم²)                                 | 15 ن/كم² (205)                            | 77 ن/كم² (115)                            |
| العاصمة                                                   | الرياض                                    | كييف                                      |
| اللغة الرسمية                                             | العربية                                   | لغة أوكرانية لغات معترف بها لغة روسية     |
| العملة                                                    | ريال سعودي SAR                            | هريفنة أوكرانية UAH                       |
| الناتج المحلي الإجمالي (تعادل القوة الشرائية) بليون دولار | 1,775,143,975,121 دولار جيري-خميس (2017). | 369,566,394,804 جيري / خميس دولار (2017). |
| الناتج المحلي الإجمالي الاسمي للفرد دولار أمريكي          | $23.411 (2018).                           | $3,621 (2011).                            |
| مؤشر التنمية البشرية                                      | 0.847 (2016).                             | 0.729 (2011).                             |
| رمز المكالمات الدولي                                      | 966+                                      | 380+                                      |
| رمز الإنترنت                                              | .sa .السعودية                             | .ua                                       |
| المنطقة الزمنية                                           | توقيت عربي قياسي                          | الوقت أوروبا الشرقية                      |

## العلاقات الاقتصادية
وصل حجم التبادل التجاري بين البلدين في عام 2017م نحو 2,629 مليون ريال سعودي منها واردات بقيمة 2,495 مليون ريال وصادرات بقيمة 133مليوون ريال بينما شهد الميزان التجاري بين البلدين عجزاً بقيمة 2,362ـ مليون ريال سعودي. وفي عام 2016م بلغت قيمة التبادل التجاري بين الجانبين حوالي 2,850 مليون ريال منها واردات بنحو 2,723 مليون رايل وصادرات بنحو 127مليون ريال سعودي.
وكانت أهم السلع المصدرة في عام 2017م:اللدائن ومصنوعاتها، الآلات والأدوات الآلية وأجزاؤها، الأسمدة، والمنتجات الكيماوية المنوعة، بالإضافة إلى الألبسة الجاهزة. بينما كانت أبرز السلع المستوردة في نفس العام: الحبوب، الحديد والصلب (فولاذ)، الشحوم والزيوت الحيوانية أو النباتية، المصنوعات من الحديد أو صب (فولاذ)، واللحوم والأحشاء والأطراف للأكل.